# Iizuka
Iizuka (飯塚市, Iizuka-shi) est une ville située dans la préfecture de Fukuoka, sur l'île de Kyūshū, au Japon.

## Géographie

### Situation
Iizuka est une ville située dans la préfecture de Fukuoka au Japon, à 35 km à l'est de Fukuoka, et à 40 km, au sud de Kitakyūshū.

### Démographie
Au 1er février 2010, la ville d'Iizuka avait une population estimée à 131 960 habitants, répartis sur superficie de 214,13 km2 (densité de population de 616 hab./km2).

### Climat
| Mois                                             | jan.      | fév.      | mars      | avril     | mai       | juin      | jui.      | août      | sep.      | oct.      | nov.      | déc.      | année     |
| ------------------------------------------------ | --------- | --------- | --------- | --------- | --------- | --------- | --------- | --------- | --------- | --------- | --------- | --------- | --------- |
| Température minimale moyenne (°C)                | 1,3       | 1,7       | 4,6       | 9,1       | 14        | 18,9      | 23,3      | 23,8      | 19,7      | 13,4      | 7,7       | 2,9       | 11,7      |
| Température moyenne (°C)                         | 5,3       | 6,2       | 9,4       | 14,3      | 19,1      | 22,6      | 26,6      | 27,3      | 23,4      | 17,8      | 12,3      | 7,3       | 16        |
| Température maximale moyenne (°C)                | 9,6       | 11        | 14,5      | 20        | 24,7      | 27,3      | 31        | 32,1      | 28,2      | 23,2      | 17,5      | 11,9      | 20,9      |
| Record de froid (°C) date du record              | −9,7 1945 | −8,1 1977 | −6 1943   | −2,4 1972 | 1,1 1940  | 7,8 1978  | 13,1 1966 | 15 1956   | 7,1 1987  | −0,4 1941 | −2,3 1973 | −5,1 1967 | −9,7 1945 |
| Record de chaleur (°C) date du record            | 20,8 1969 | 23,7 2004 | 25,9 1964 | 30,3 2018 | 34,2 2000 | 35,7 2004 | 37,6 1942 | 38,3 2020 | 36,4 1967 | 32,9 2005 | 27,7 1940 | 25,3 2018 | 38,3 2020 |
| Ensoleillement (h)                               | 103       | 119,4     | 156,6     | 181,9     | 199,8     | 137,3     | 161       | 191,2     | 154,5     | 171       | 136,9     | 115,6     | 1 825,9   |
| Précipitations (mm)                              | 76,5      | 78,6      | 115,5     | 128,6     | 149       | 281,8     | 347,1     | 209,6     | 178       | 89,5      | 89,1      | 70,3      | 1 813,4   |
| dont neige (cm)                                  | 4         | 3         | 0         | 0         | 0         | 0         | 0         | 0         | 0         | 0         | 0         | 1         | 7         |
| Nombre de jours avec précipitations              | 9,8       | 9,5       | 10,9      | 10        | 8,6       | 12        | 12,1      | 9,8       | 9,9       | 6,8       | 8,8       | 9,2       | 117,4     |
| dont nombre de jours avec précipitations ≥ 10 mm | 2,5       | 2,8       | 4,1       | 3,9       | 4,3       | 6,3       | 6,9       | 5,1       | 4,3       | 2,4       | 2,8       | 2,4       | 47,8      |
| Humidité relative (%)                            | 72        | 71        | 70        | 69        | 70        | 78        | 80        | 78        | 79        | 76        | 76        | 73        | 75        |
| Nombre de jours avec neige                       | 0,9       | 0,9       | 0,1       | 0         | 0         | 0         | 0         | 0         | 0         | 0         | 0,1       | 0,1       | 1,9       |
| Nombre de jours d'orage                          | 0,1       | 0         | 0         | 0,4       | 0,4       | 0,8       | 1,5       | 4,1       | 1,3       | 0,5       | 0,4       | 0,3       | 9,8       |
| Nombre de jours avec brouillard                  | 1,8       | 2,3       | 2         | 1,4       | 0,9       | 1,2       | 1,5       | 1         | 1,8       | 2         | 3,3       | 2,6       | 21,5      |

| Diagramme climatique                                  |           |              |            |           |               |             |               |             |              |             |             |
| J                                                     | F         | M            | A          | M         | J             | J           | A             | S           | O            | N           | D           |
| 9,61,376,5                                            | 111,778,6 | 14,54,6115,5 | 209,1128,6 | 24,714149 | 27,318,9281,8 | 3123,3347,1 | 32,123,8209,6 | 28,219,7178 | 23,213,489,5 | 17,57,789,1 | 11,92,970,3 |
| Moyennes : • Temp. maxi et mini °C • Précipitation mm |           |              |            |           |               |             |               |             |              |             |             |

## Histoire

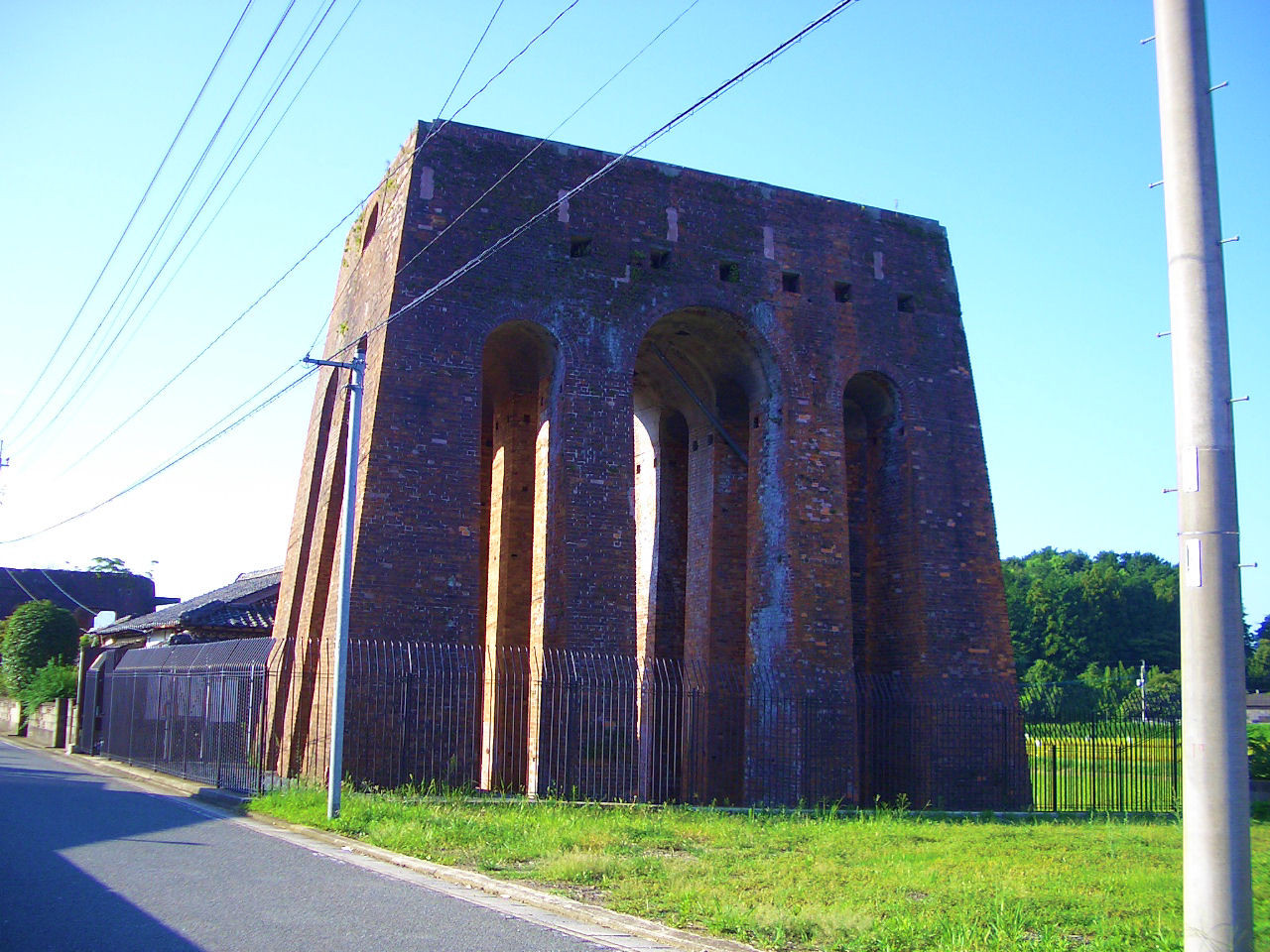
Entrée de l'ancienne mine de charbon Mitsubishi à Iizuka.

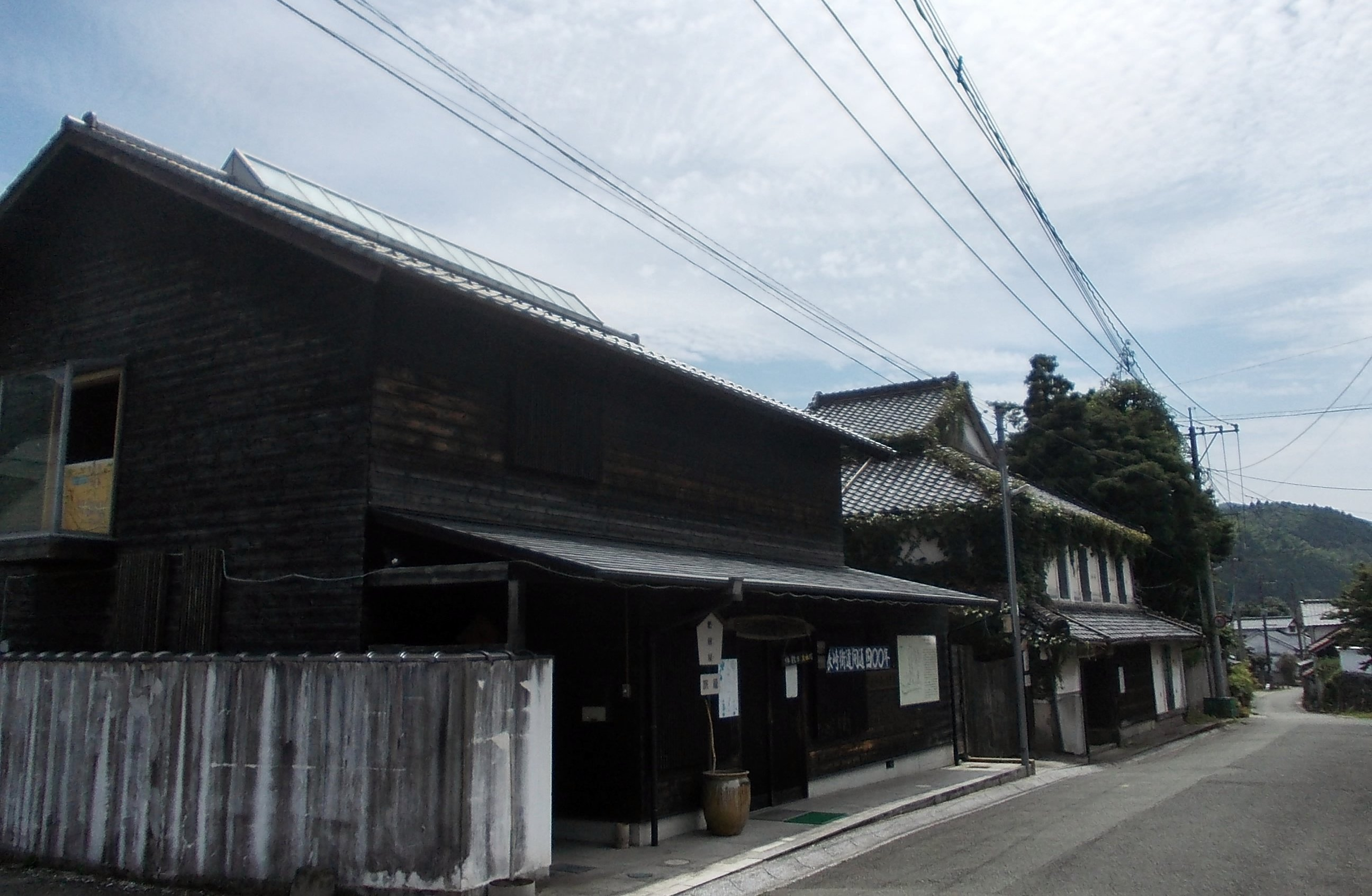
Uchino-shuku, un important relais postal du Nagasaki Kaidō.

Située dans une fertile plaine alluviale, la région de Chikuho où se trouve Iizuka semble être peuplée et cultivée (surtout de la riziculture) depuis la période Yayoi (première moitié du IIIe siècle av. J.-C.). Cette région est également considérée comme le lieu de naissance de la technique du coulage du bronze au Japon.
Durant l'époque d'Edo, Iizuka était un important relais postal du Nagasaki Kaidō. Mais elle ne connaît un véritable développement qu'avec l'industrialisation rapide de l'ère Meiji, en devenant le centre productif de la principale région houillère du Japon. Cette activité minière et métallurgique en fait un important bassin d'emploi, attirant de nombreux travailleurs ayant perdu leur travail après la Seconde Guerre mondiale.
Mais, à la suite de la fermeture progressive des mines de charbon à partir des années 1970, la ville connaît une forte récession démographique. Ce n'est que grâce à la proximité de deux pôles urbains majeurs, Fukuoka et Kitakyūshū, qu'Iizuka réussit sa transition économique en accueillant une industrie plus légère, en devenant un centre pour l'éducation et en se développant dans le secteur des TIC.
Iizuka a obtenu le statut de ville le 20 janvier 1932. Le 26 mars 2006, dans le cadre de la loi sur les fusions municipales de 2004, Iizuka absorbe plusieurs anciens bourgs miniers du district de Kaho (Chikuho, Honami, Kaita et Shōnai).

## Économie
Essentiellement tournée vers les activités minières et métallurgiques jusqu'aux années 1970, Iizuka a depuis connu une profonde restructuration économique. Les nouvelles technologies et l'industrie de pointe s'y est depuis particulièrement développé, essentiellement dans les Technologies de l'information et de la communication. On peut ainsi citer la zone économique spéciale de Iizuka Asia IT special zone créée en 2003, la technopole Iizuka Research Park.

## Transport

### Chemin de fer

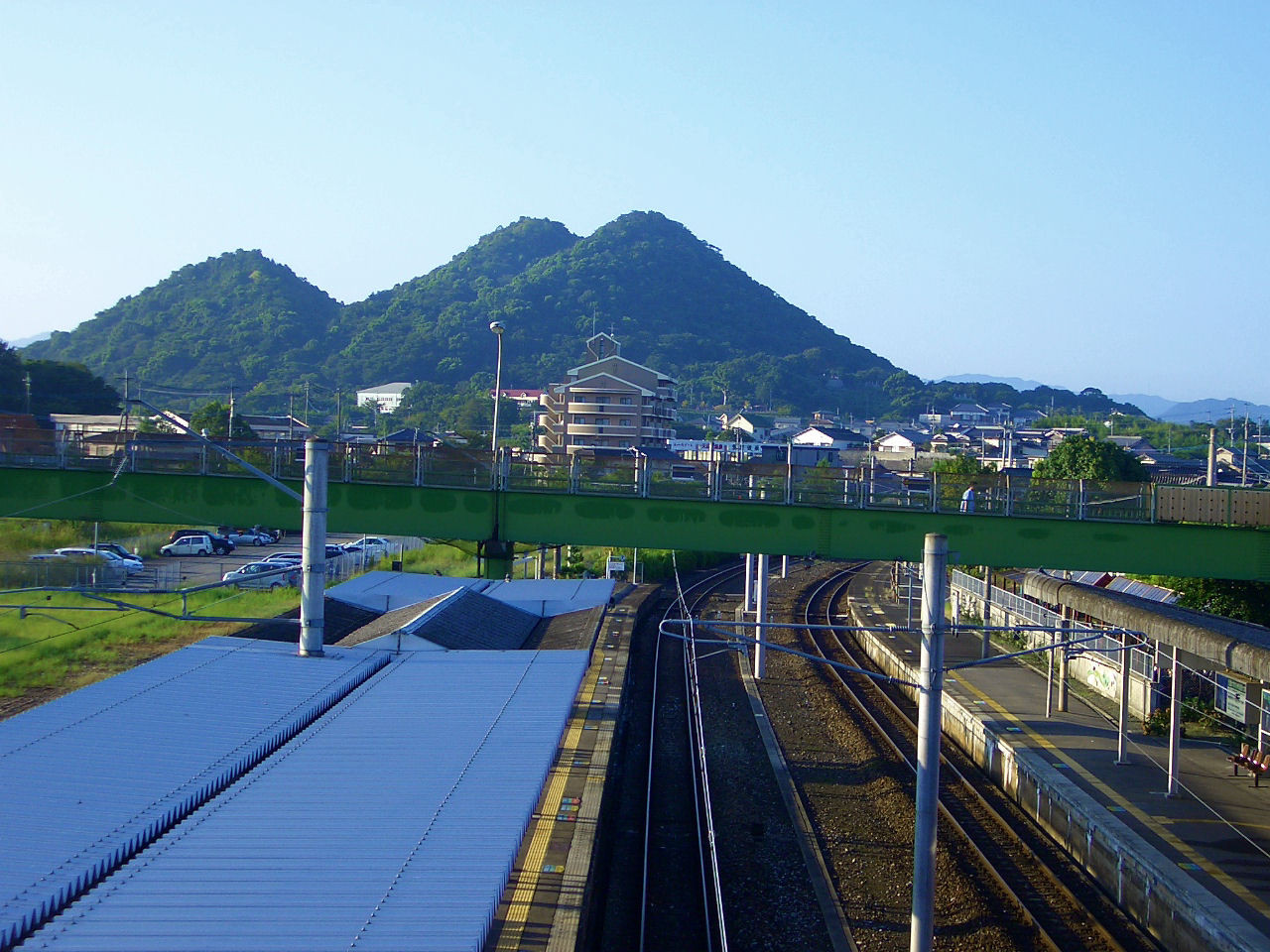
Gare d'Iizuka avec la ville en arrière-plan.

La desserte ferroviaire de la ville est entièrement gérée par la JR Kyushu :
- Ligne Chikuhō (reliant Kitakyūshū au nord de la préfecture à Chikushino au sud)  - section ligne Fukuhoku Yutaka :
  - gare de Namazuta (arrêt parfois de trains rapides),
  - gare d'Urata (arrêt parfois de trains rapides),
  - gare de Shin-Iizuka (correspondance avec la ligne Gotōji),
  - gare d'Iizuka,
  - gare de Tentō.
- Ligne Sasaguri (ligne de 25 km entre Keisen à l'est de la préfecture et Fukuoka à l'ouest) : 
  - gare de Chikuzen Daibu (arrêt parfois de trains rapides),
  - gare de Kurōbaru.
- Ligne Gotōji (courte ligne de 13,3 km entre Tagawa et Iizuka) : 
  - gare de Chikuzen Shōnai.
  - gare de Shin-Iizuka (terminus, correspondance avec la ligne Chikuhō, parfois arrêt de trains rapides).

### Route
Iizuka n'est desservie par aucune autoroute nationale, la plus proche étant la Kyūshū Expressway (qui relie Kagoshima au sud à Kitakyūshū au nord en passant par Fukuoka, accessible à 20 km à l'ouest et au nord de la ville, ainsi que la Ōita Expressway (qui relie Ōita à l'est à Nagasaki et Sasebo à l'ouest), accessible à 30 km au sud d'Iizuka.
Grands routes nationales :
- route 200 (traverse la préfecture du nord au sud, de Kitakyūshū à Chikushino) ;
- route 201 (traverse la préfecture d'ouest en est, de Fukuoka à Kanda) ;
- route 211 (longe en grande partie de la côte nord-est de Kyūshū, relie Ōita à Kitakyūshū).

Routes à péages :
- déviation Yakiyama (part de la route 201 à Iizuka pour rejoindre le bourg de Sasaguri non loin de la Kyūshū Expressway).

## Jumelage
- Xi'an, Shaanxi, Chine.